# Leptogium australe
Leptogium australe är en lavart som först beskrevs av Hook. f. & Taylor, och fick sitt nu gällande namn av Johannes Müller Argoviensis. Leptogium australe ingår i släktet Leptogium och familjen Collemataceae.   Inga underarter finns listade i Catalogue of Life.